# Szarbat Gula

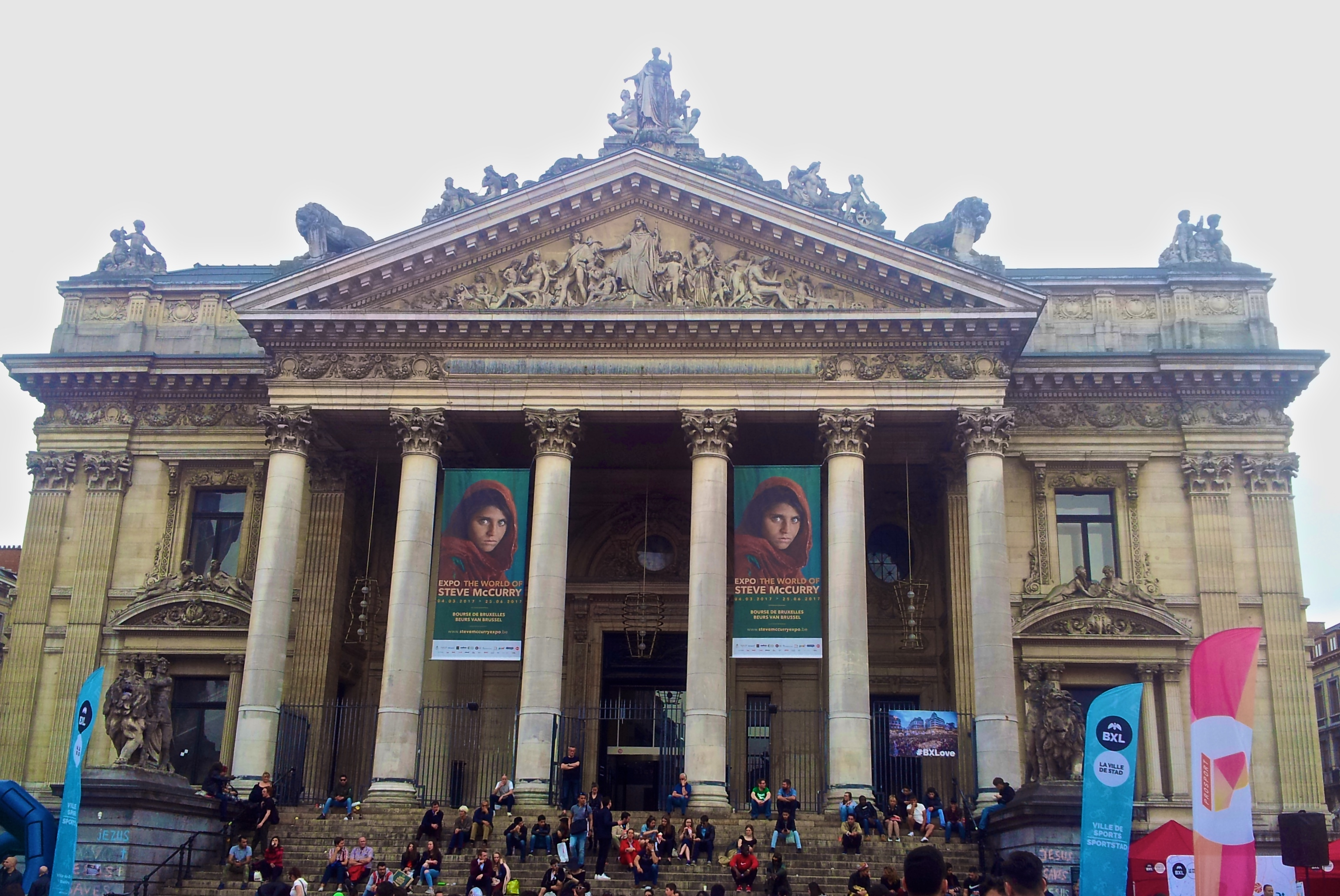
Szabat Gula na plakatach, Bruksela 2017

Szarbat Gula (paszto: شربت ګله, ur. 1972) – afgańska kobieta, która znalazła się na słynnej fotografii wykonanej przez Steve’a McCurry’ego w 1984 roku. W czerwcu 1985 r. zdjęcie trafiło na okładkę magazynu National Geographic. Przez lata Gula była znana jako „afgańska dziewczyna”, aż do początku 2002 roku, gdy została formalnie zidentyfikowana. W chwili wykonania zdjęcia miała ok. 12 lat i przebywała w obozie dla uchodźców w Pakistanie. Fotografia jest porównywana do obrazu Mony Lisy Leonarda da Vinci, a czasem bywa nazywana nawet „afgańską Mona Lisą”.

## Dane biograficzne
Gula przyszła na świat w pusztuńskiej rodzinie w Afganistanie. Na początku lat 80. straciła rodziców, gdy wojska radzieckie zaatakowały jej wioskę. Razem z rodzeństwem i babcią została wysłana do pakistańskiego obozu dla uchodźców Nasir Bagh.
Pod koniec lat 80. wzięła ślub, a w 1992 roku powróciła do Afganistanu. Ma trzy córki: Robinę, Zahidę i Alię.

## „Afgańska dziewczyna”

### Powstanie fotografii
W 1984 roku do obozu uchodźców Nasir Bagh przybył fotograf National Geographic Society, Steve McCurry. Gula była wówczas jedną z uczennic nieformalnej szkoły prowadzonej w obozie. Gdy McCurry otrzymał rzadką okazję sfotografowania afgańskich kobiet, zrobił jej zdjęcie.
Choć jej imię nie było znane, to zdjęcie zatytułowane „afgańska dziewczyna” pojawiło się na okładce czerwcowego numeru National Geographic z 1985 roku. Wizerunek jej twarzy, z luźno zarzuconą na głowę czerwoną chustą i przenikliwymi zielonymi oczami wpatrującymi się bezpośrednio w obiektyw, stał się w latach 80. zarówno symbolem afgańskiego konfliktu, jak i sytuacji uchodźców na całym świecie. Sama fotografia została uznana za „najbardziej rozpoznawalne zdjęcie” w historii National Geographic.

### Poszukiwania afgańskiej dziewczyny
Tożsamość „afgańskiej dziewczyny” pozostawała nieznana przez 17 lat. W latach 90. McCurry podjął kilka prób jej odszukania, ale bez skutku. Dodatkowym utrudnieniem było to, że w czasach rządów talibów Afganistan pozostawał zamknięty dla zachodnich mediów. Wszystko zmieniło się w 2001 r. wraz z amerykańską inwazją na ten kraj i odsunięciem talibów od władzy.
W styczniu 2002 r. zespół National Geographic wyruszył do Afganistanu, by odnaleźć słynną dziewczynę. McCurry dowiedział się, że obóz dla uchodźców w Nasir Bagh został zamknięty, ale udało mu się jeszcze porozmawiać z kilkoma jego mieszkańcami. Od jednego z nich, który znał brata Guli, dowiedział się nazwy jej rodzinnej miejscowości. Jednakże na miejscu co najmniej kilka kobiet twierdziło, że jest dziewczyną ze zdjęcia.
W końcu, w odległym regionie Afganistanu, zespół odnalazł prawdziwą „modelkę”. Okazało się, że nazywa się Szarbat Gula, ma około 30 lat, a do Afganistanu powróciła w 1992 roku. Jej tożsamość potwierdził John Daugman, dzięki identyfikacji tęczówki oka. Doskonale pamiętała też, jak McCurry zrobił jej zdjęcie, choć aż do 2002 roku nigdy go nie widziała.

### Dalsze losy
Jak podała w 2021 prasa, w okolicach roku 2014 Szarbat Gula przebywała jakiś czas w Pakistanie, ale została deportowana do Afganistanu pod zarzutem sfałszowania dokumentu. W Afganistanie z kolei została uhonorowana przez jego ówczesne władze i udzielono jej pomocy materialnej. W 2021 Szarbat Gula została ewakuowana z Afganistanu i zamieszkała we Włoszech.